# Итальянское вторжение в Албанию
Итальянское вторжение в Албанию в 1939 году — вторжение итальянских войск в Албанское королевство, завершившееся его аннексией (7—12 апреля 1939 года)

## Предыстория
Албания имела немалое стратегическое значение для Королевства Италии. Главной целью итальянского правительства было овладеть портом Влера и островом Сазани для выхода к Влерскому заливу, что дало бы Италии контроль над входом в Адриатическое море. Кроме того, Албания могла предоставить Италии плацдарм на Балканах. Перед Первой мировой войной Италия и Австро-Венгрия сыграли важную роль в создании независимого албанского государства. В начале Первой мировой войны Италия получила шанс захватить южную часть Албании, чтобы избежать её захвата Австро-Венгрией. Внутренние проблемы и албанское сопротивление в течение войны 1920 года вынудили Италию покинуть Албанию, оставив за собой стратегически важный остров Сазани.
После прихода Муссолини к власти, он занялся продвижением интересов Италии в Албании, начав с проникновения в албанскую экономику. В 1925 году Албания разрешила Италии эксплуатацию её минеральных ресурсов. Далее, в 1926 и в 1927 году, между Италией и Албанией в Тиране был заключён оборонительный союз. Албанское правительство и экономика субсидировались итальянскими кредитами, албанская армия прошла подготовку под руководством итальянских военных инструкторов, и были созданы поселения итальянских колонистов. Несмотря на сильное итальянское влияние, король Ахмет Зогу отказался полностью поддаваться итальянскому давлению. В 1931 году он открыто выступил против продления договора 1926 года. Затем Албания подписала торговые соглашения с Югославией и Грецией в 1934 году. Муссолини предпринял неудачную попытку запугать албанцев, отправив военный флот в Албанию.
После того, как Гитлер вторгся в Чехословакию (15 марта 1939 года), не уведомив заранее Муссолини, итальянский диктатор решил предпринять аннексию Албании. Итальянский король Виктор Эммануил III раскритиковал план захватить Албанию, как ненужный риск. 25 марта 1939 году итальянское правительство отправило в Тирану ультиматум, с требованием немедленно дать согласие на ввод итальянских войск в Албанию.

## Вторжение
Согласно первоначальному плану, итальянские силы вторжения включали до 50000 человек, 137 кораблей и 400 самолётов. В конечном итоге силы вторжения выросли до 100 000 человек, которые поддерживались 600 самолётами. У сил вторжения также были 125 танков и 64 артиллерийских орудия (но только 22 000 солдат приняли участие во вторжении). 7 апреля 1939 годa итальянские войска под командованием генерала Альфредо Гуццони, вторглись в Албанию, атакуя все албанские порты одновременно — 65 подразделений высадились в Саранде, 40 — во Влёре, 38 — в Дурресе, 28 — в Шенгини и так далее.
Регулярная албанская армия насчитывала 15000 плохо экипированных солдат, командование которыми было поручено итальянским офицерам. Король Зогу планировал продолжить сопротивление в горах, сдав портовые и крупные города без боя, но итальянским агентам, размещённым в Албании в качестве военных инструкторов, удалось саботировать этот план. Албанцы обнаружили, что артиллерийские орудия были выведены из строя, а боеприпасы к ним отсутствовали. Как следствие, основное сопротивление оказывали жандармы и небольшие группы патриотов.
Так Дуррес, обороняло лишь 360 албанцев, в основном, жандармов и горожан, возглавляемых Абазом Купи, командиром жандармерии в Дурресе. Вооружённые только стрелковым оружием и тремя пулемётами, они сумели в течение нескольких часов удерживать итальянскую пехоту в бухте, пока силы вторжения не ввели в бой танки. После этого сопротивление было сломлено, и в течение пяти часов Италия захватила страну.
В 1:30 того же дня, все албанские порты находились в итальянских руках. В тот же день король Зогу, его жена, королева Геральдине Аппоньи и их новорожденный сын Лека, бежали в Грецию, забрав с собой часть золотовалютных резервов албанского центрального банка. Услышав о бегстве короля, разгневанная толпа атаковала тюрьмы и освободила заключённых. В 9:30 утра 8 апреля итальянские войска вошли в Тирану и быстро захватили все правительственные здания. Тирану оборонял лишь гвардейский полк под командованием майора Льва Сукачева. Затем итальянские колонны двинулись в направлении Шкодера, Фиери и Эльбасана. Шкодер сдался вечером после 12 часов борьбы. Однако двое полицейских, находившихся в замке Розафа, отказались повиноваться и прекратить огонь, продолжали сопротивляться до тех пор, пока у них не кончились боеприпасы. Итальянские войска отдали дань албанским войскам в Шкодере, где их наступление было остановлено на весь день. При продвижении итальянцев в Шкодер, толпы штурмом взяли тюрьму и освободили около 200 заключённых.
Число погибших в ходе вторжения оспаривается. Например, итальянские военные утверждали, что в Дурресе было потеряно убитыми 25 итальянцев и 97—160 ранеными, а албанцы потеряли убитыми и ранеными несколько сотен человек, в то время как горожане Дурреса утверждали, что в ходе боёв погибло около 400 итальянских солдат. Чтобы скрыть свои потери, итальянцы сразу же убрали трупы и отмыли улицы Дурреса.
12 апреля албанский парламент проголосовал за то, чтобы низложить короля Зогу и сплотиться «личной унией» с Италией, предлагая албанскую корону итальянскому королю. Виктор Эммануил III был официально коронован албанской короной в Риме. После коронации Виктор Эммануил назначил в качестве премьер-министра Албании Шефкета Верладжи.

## Последствия
В период оккупации Италия полностью контролировала албанскую внешнюю политику и торговлю, включая добычу природных ресурсов. Так, монополией на использование албанской нефти обладала итальянская государственная нефтяная компания Agip. Марионеточная Албанская фашистская партия стала правящей партией. Итальянские граждане получили право селиться в Албании в качестве колонистов, чтобы в дальнейшем превратить страну в неотъемлемую часть Италии.
В конце октября 1940 года началась Греческая война. Албания играла в ней важную роль, так как именно с её территории итальянские сухопутные войска вторглись в Грецию. В планы Муссолини входило завоевание побережья всего восточного Средиземноморья. Однако вскоре после начала войны греческие войска перешли в контрнаступление и завоевали существенную часть Албании с городами Гирокастра и Корча. В апреле 1941 года Греция капитулировала перед немецкими войсками, и захваченные ею территории Албании вернулись под итальянский протекторат. Более того, часть греческой территории была отдана в подчинение Италии. В апреле 1941 года немецкие войска захватили также Югославию, и большие территории, населённые албанцами и входившие в состав королевства Югославия, были переданы Италии.
В сентябре 1943 года Италия капитулировала и вышла из войны. После этого Албания была оккупирована немецкими войсками, после чего вся страна быстро оказалась охвачена партизанской войной.